# Frederick Thomas Powell
Frederick Thomas Powell (* 1806 oder 1807; † 20. März 1859 in Bath) war ein Marineoffizier und Kartograph der britisch-indischen Marine.
Um etwa 1823 trat Powell der britisch-indischen Marine (damals noch Teil der Ostindien-Kompanie) bei und schlug eine Offizierslaufbahn ein. Die folgenden 14 Jahre verbrachte Powell an Bord von Vermessungs- und Kartographierungsmissionen. So begleitete er 1829 bis 1834 als Lieutenant die Kapitäne Moresby (Brigg Palinurus) und Elwon (Vermessungsschiff Benares) bei der Vermessung des Roten Meeres im Auftrag der indischen Kolonialverwaltung. Er überlebte dabei eine Pockenerkrankung. Anschließend wurde Kapitän Moresby mit der Benares zur Vermessung der Malediven entsandt, mit Lieutenant Powell, der den Begleit-Schoner Royal Tiger kommandierte, als Assistenten (Assistant Surveyor). Bis 1837 führten die beiden in mehreren Fahrten von Bombay aus umfangreiche Vermessungen durch und kartographierten die bis dahin noch größtenteils unbekannten maledivischen Atolle sowie das südlich davon gelegene Chagos-Archipel. Das Alifushi-Atoll wurde dabei zu Ehren Powells als Powell Islands benannt.
Im Juni 1837 verließ Powell in Madras Moresbys Kommando. Bis April 1838 erforschte er nun zusammen mit Lieutenant Ethersey den Golf von Mannar und die Palkstraße, dabei kartographierten sie Abschnitte der Küste von Ceylon, Teile der Adamsbrücke mit der Pamban-Passage sowie die Küste von Madura. 1869, also mehrere Jahrzehnte später, wurde mit Memoir on the Survey of Paumben Pass and Adam's Bridge 1837 postum ein Erlebnisbericht über diese Vermessungsfahrten veröffentlicht.
In der Folgezeit wechselte Powell, ab 1841 im Rang Commander, zu den Kriegsschiffen. Während des Ersten Opiumkrieges kommandierte er 1842 das Dampfschiff HEICS Memnon von England nach Hongkong. Im folgenden Jahr sollte das Schiff Post von Bombay nach Suez transportieren, lief aber bei Kap Guardafui  am Horn von Afrika auf Grund und ging verloren. Powell wurde mit seiner Besatzung gerettet und vor einem Kriegsgericht freigesprochen.
In den Jahren darauf nahm Commander Powell an den Sikh-Kriegen teil. 1847 stieg er zum Befehlshaber (Superintendent) der Indus-Flottille auf. In seinen letzten Lebensjahren wurde Powell schließlich noch stellvertretender Befehlshaber (Assistant-Superintendent) der gesamten indischen Marine.
1858 wurde Powell schließlich aus Krankheitsgründen vom Dienst beurlaubt und kehrte nach Europa zurück. Er starb hier im Jahr darauf im Alter von 52 Jahren; 36 davon hatte er bei der indischen Marine verbracht.